# Bank of the West Classic 1992
Bank of the West Classic 1992 — жіночий тенісний турнір, що проходив на закритих кортах з килимовим покриттям Окленд-Колізіем-Арена в Окленді (США). Належав до турнірів 2-ї категорії в рамках Туру WTA 1992. Відбувсь удвадцятьперше і тривав з 2 до 8 листопада 1992 року. Перша сіяна Моніка Селеш здобула титул в одиночному розряді, свій другий на цьому турнірі після 1990 року, й отримала 70 тис. доларів США, а також 300 рейтингових очок.

## Фінальна частина

### Одиночний розряд
Моніка Селеш —  Мартіна Навратілова 6–3, 6–4
- Для Селеш це був 9-й титул в одиночному розряді за сезон і 29-й — за кар'єру.

### Парний розряд
Джиджі Фернандес /  Наташа Звєрєва —  Розалін Феербенк-Нідеффер /  Гретхен Магерс 3–6, 6–2, 6–4